# La Mesa del Durazno
La Mesa del Durazno är en ort i Mexiko.   Den ligger i kommunen Tancítaro och delstaten Michoacán de Ocampo, i den södra delen av landet, 300 km väster om huvudstaden Mexico City. La Mesa del Durazno ligger 1 662 meter över havet och antalet invånare är 138.
Terrängen runt La Mesa del Durazno är lite bergig. Runt La Mesa del Durazno är det ganska tätbefolkat, med 72 invånare per kvadratkilometer. Närmaste större samhälle är Apatzingán, 16,1 km söder om La Mesa del Durazno. I omgivningarna runt La Mesa del Durazno växer huvudsakligen savannskog.